# Budzisław Górny
Budzisław Górny – wieś w Polsce, położona w województwie wielkopolskim, w powiecie konińskim, w gminie Kleczew.
Do 1870 istniała gmina Budzisław.
W latach 1975–1998 miejscowość administracyjnie należała do województwa konińskiego.
Na terenie wsi znajduje się Sala Królestwa zboru Świadków Jehowy.